# Dirca
Dirca («дирка») або шкіряне дерево — рід квіткових рослин родини тимелеєвих (Thymelaeaceae), поширених у Північній Америці. Налічує 3-4 види. Свою назву рід отримав на честь Дірке (Дірки) — дочки бога Геліоса з античної міфології. У місцях зростання цей кущ відомий під назвою «шкіряне дерево» (leatherwood) — за надзвичайно гнучкі стебла й труднорвучку руками кору. Завдяки своїм незвичайним властивостям пруття рослини використовували замість мотуззя як корінні американці, так і європейські колоністи у східній частині Північної Америки. Рослини роду також звали «лосиним деревом» (moosewood), «мотузковою корою» (ropebark), «вікопі» (wicopy — з мови індіанців-поватенів).
Представники роду сягають у висоту трьох метрів і часто утворюють пишні, вологі зарості на схилах біля річок або струмків.

## Види
- Дирка болотяна (Dirca palustris) є поширеним видом, місця зростання — захід Північної Америки, від Нової Шотландії на захід до Північної Дакоти й Оклахоми, а на південь до Флориди.
- Дирка західна (Dirca occidentalis) — зустрічається в кількох округах на Території Бухти Сан-Франциско в Каліфорнії.
- Дирка мексиканська (Dirca mexicana) — описана в 1995 році з популяції на північному сході Мексики.
- Дирка оманлива (Dirca decipiens) — описана з кількох популяцій у штатах Канзас і Арканзас, на південно-західних межах ареалу Dirca palustris.

Хоча в деяких джерелах вказують на отруйність шкіряного дерева (його стебла й листя містять кристали оксалату кальцію), токсичність його не підтверджена і має бути низькою. Ягоди можуть мати наркотичні властивості, хоча цей факт теж залишається непідтвердженим.

## Джерело
- Erichsen-Brown, C. Medicinal and Other Uses of North American Plants. 1989. pg 179.